# Floriano de Lima Brayner
Floriano de Lima Brayner GOA • GCA (Cidade da Parahyba, 2 de janeiro de 1897 — Rio de Janeiro, 3 de fevereiro de 1983) foi um marechal brasileiro, que exerceu o cargo de Chefe de Estado-Maior da Força Expedicionária Brasileira durante a Segunda Guerra Mundial.

## Biografia

### Início da carreira militar
Nasceu na Cidade da Parahyba, atual João Pessoa, no dia 2 de janeiro de 1897, filho de João das Neves Lima Brayner e de Ana C. Brayner. Ingressou na Escola Militar do Realengo em maio de 1913. Foi declarado aspirante-a-oficial da arma de Infantaria em fevereiro de 1918 e promovido a segundo tenente em maio do mesmo ano.
Em fevereiro de 1922, foi classificado no 6º Batalhão de Caçadores, sediado em Ipameri. Promovido a primeiro tenente em setembro desse ano, serviu nessa unidade até junho de 1927. Entre setembro e dezembro de 1925, serviu sob as ordens do coronel Álvaro Mariante, cujo destacamento operava no estado de Goiás na repressão à Coluna Prestes.
Ainda em 1927, foi transferido para o 22º Batalhão de Caçadores, sediado na capital paraibana. Em fevereiro de 1928, ingressou na Escola de Aperfeiçoamento de Oficiais, no Rio de Janeiro. Foi promovido a capitão em novembro desse ano e concluiu o curso em dezembro.
Permaneceu como instrutor da Escola de Aperfeiçoamento de Oficiais até março de 1931. Em seguida, foi matriculado na Escola de Estado-Maior. Concluiu o curso em janeiro de 1934, sendo promovido a major em outubro do mesmo ano.

### Oficial Superior
Entre maio de 1935 e dezembro de 1936, exerceu a função de oficial de gabinete do ministro da Guerra, General João Gomes Ribeiro Filho. Em seguida, foi classificado no 32º Batalhão de Caçadores, sediado em Blumenau. Entre janeiro e maio de 1937 estagiou no Exército Francês.
Foi Instrutor-Chefe do curso de Infantaria da Escola de Aperfeiçoamento de Oficiais, de dezembro de 1937 a dezembro de 1939. Em janeiro de 1940, retornou ao 32º Batalhão de Caçadores. Foi promovido a tenente-coronel em maio de 1940. Em janeiro de 1941, foi designado para exercer funções de instrução e direção na Escola Militar do Realengo, onde permaneceu até junho de 1943.
Promovido a coronel em abril de 1943, em julho foi escolhido para estagiar nos Estados Unidos. Na ocasião, já iam avançadas as negociações que visavam à participação brasileira na Segunda Guerra Mundial. O Brasil deveria enviar tropas para o exterior, em íntima conexão com os norte-americanos. Assim, abriram-se cursos especiais de emergência para militares brasileiros. Lima Brayner cursou a Escola de Comando e Estado-Maior de Fort Leavenworth e estagiou no Estado-Maior da 100ª Divisão, em Fort Jackson.

### Na Força Expedicionária Brasileira
Em outubro de 1943, criou-se no Brasil a 1ª Divisão de Infantaria Expedicionária (1ª DIE), com a finalidade de participar dos combates na Europa. A 1ª DIE, que viria a se tornar conhecida como Força Expedicionária Brasileira (FEB), era comandada pelo general João Batista Mascarenhas de Morais. Brayner chefiou o Estado-Maior da FEB a partir de janeiro de 1944, e foi portanto uma das mais altas autoridades entre os oficiais brasileiros integrantes da Força. Não obstante, em diversos momentos demonstrou graves desentendimentos em relação a como eram utilizados os combatentes brasileiros.
Segundo relata em suas memórias de guerra (A verdade sobre a FEB), já em abril de 1944 criticava o empirismo que caracterizava os preparativos militares e a lentidão na organização do transporte de tropas. Além disso, discordava da maneira como se negociara a cooperação militar com os Estados Unidos, que a seu ver originara sérios desentendimentos e a instalação de um grande número de tropas estrangeiras em Natal. Responsabilizava por esses fatos o chefe do Estado-Maior do Exército, general Pedro Aurélio de Góis Monteiro, e o regime ditatorial de Getúlio Vargas, que impedia os trabalhos parlamentares e cerceava a discussão nacional de questões dessa relevância. Criticava ainda o acordo econômico-militar firmado com os americanos em 23 de maio de 1942, afirmando que só trouxera prejuízos ao Brasil.
Em maio de 1944, Brayner passou a integrar o estado-maior especial que tinha a missão de planejar e executar o embarque da 1ª DIE, juntamente com os tenentes-coronéis Amaury Kruel, Humberto Castelo Branco e dois oficiais norte-americanos. No dia 2 de julho, partiu para Nápoles, a bordo do navio General Mann, na condição de chefe do Estado-Maior Divisionário, órgão intermediário entre o comando e os organismos de execução. Seguia na mesma viagem o 1º Escalão da FEB, comandado pelo general Mascarenhas de Morais.
Em agosto de 1944, a 1ª DIE foi incorporada ao V Exército norte-americano, estacionado na Tarquinia, passando a operar como uma “grande unidade”. Na ocasião, Brayner reformulou seu estado-maior, criando serviços de destacamento: saúde, inteligência e polícia. Em outubro do mesmo ano, compareceu, juntamente com o comandante da FEB, a uma reunião de comandantes de grandes unidades, realizada em Passo di Futa. Nessa reunião, avaliou-se o estado geral das tropas norte-americanas, considerado precário, e tomaram-se diversas decisões, algumas das quais atribuíam aos combatentes brasileiros grandes responsabilidades. Segundo afirma em suas memórias, ele considerava essas tarefas muito superiores às forças e à experiência das tropas da FEB.
O coronel Brayner deixou essa reunião com a convicção de que se devia organizar um grupo de oficiais do Estado-Maior da FEB para atuar junto ao comando do V Exército norte-americano. Em seu livro, relata que entrou em choque com o tenente-coronel Castello Branco, chefe da seção de operações do Estado-Maior, a quem teria acusado de obstar as iniciativas no sentido de conseguir um maior entrosamento com os oficiais norte-americanos, de maneira a abrir a discussão sobre o emprego das tropas brasileiras.
Quando, no inverno de 1944/1945, as tropas brasileiras foram incumbidas de tomar a localidade de Monte Castello, ponto de defesa alemã de Castelnuovo, principal objetivo militar da região, acirraram-se as discordâncias entre sua posição e a do comando norte-americano e de seus companheiros do Estado-Maior. Das tropas estacionadas na região, apenas as brasileiras receberam encargos de combate, embora fossem as menos aparelhadas e capacitadas para enfrentar o rigor do inverno europeu. Entre 27 de novembro e 12 de dezembro de 1944, quatro ofensivas foram rechaçadas pelos alemães, provocando um total de 350 mortes e ferimentos em centenas de combatentes da FEB.
Em janeiro de 1945, Brayner viajou ao Brasil em missão oficial junto ao governo, precisando fazer declarações para tranquilizar a opinião pública que, apesar da censura, se alarmava com notícias que falavam de pesadas baixas entre os combatentes brasileiros. Em visita ao Estado-Maior do Exército, concluiu que reinava ali total desinformação a respeito do teatro de operações na Itália.
Após a tomada de Monte Castello pela FEB em 21 de fevereiro de 1945, Brayner concluiu, em face do alto preço pago em vidas e das condições de combate, que a imposição feita pelos norte-americanos às tropas brasileiras contrariara todas as doutrinas de guerra, com características de primarismo e desumanidade por parte do comando do V Exército.
No dia 19 de abril, Brayner foi encarregado pelo general Mascarenhas de Morais de negociar em Collecchio, no vale do rio Pó, a rendição incondicional de 15 mil soldados alemães, proposta por 30 de seus oficiais. No dia seguinte, praticamente todos os prisioneiros e equipamentos bélicos já estavam recolhidos. Encerrada a campanha militar do V Exército e da FEB em 2 de maio, as tropas brasileiras estacionaram em Francolise, aguardando o retorno ao Brasil, onde já ia avançado o processo de reconstitucionalização, reforçado pela derrota dos exércitos fascistas.
Com a iminência da volta dos combatentes, criou-se um destacamento precursor, incumbido de preparar, no Brasil, o retorno das tropas. Iniciava-se assim o desmembramento do estado-maior divisionário, a que Brayner se opôs por considerar a medida prematura e por entendê-la como uma manobra do governo para esvaziar a FEB. No seu entender, essa manobra se confirmou quando a chegada ao Rio de Janeiro do general Mascarenhas de Morais foi transferida à última hora do Aeroporto Santos Dumont para a Base Aérea de Santa Cruz, onde se poderiam evitar manifestações populares.

### Após a Guerra
Em 20 de outubro de 1945, Brayner foi incumbido por Góis Monteiro de regressar à Itália para assumir o posto de adido militar à embaixada brasileira, função que exerceu a partir do dia 27 de novembro. Na ocasião, apenas ele não foi servir no Estado-Maior do Exército, ao contrário dos demais chefes de seção do Estado-Maior da FEB.
Em julho de 1946, foi designado para viajar ao Peru, representando o Brasil na posse do presidente José Luis Bustamante y Rivero.

### Oficial General
Em janeiro de 1947, foi promovido a general de brigada. Em setembro desse ano, foi nomeado primeiro-subchefe do Estado-Maior do Exército, cargo que ocuparia até fevereiro de 1949. Nesse ínterim, em janeiro de 1948, integrou a Comissão Militar Brasil-EUA. Em 1949, representou o Brasil na conferência de Genebra, para proteção às vítimas e aos prisioneiros de guerra.
Em fevereiro de 1952, foi designado para a chefia da Secretaria Geral de Administração do Exército. Em setembro desse ano, foi promovido a general de divisão.
Comandou a 2.ª Divisão de Infantaria, em São Paulo, entre 15 de setembro de 1953 e 26 de abril de 1954.
No dia 11 de novembro de 1955, colocou-se contra o golpe militar liderado pelo general Henrique Lott, movimento que segundo seus articuladores visava neutralizar uma conspiração em preparo e assegurar a posse do presidente eleito Juscelino Kubitschek. O movimento provocou o impedimento dos presidentes da República Carlos Luz, em exercício, e João Café Filho, licenciado, empossando na chefia da nação o vice-presidente do Senado, Nereu Ramos. Apesar disso, Brayner foi nomeado chefe do Gabinete Militar do novo presidente, permanecendo no cargo de 11 de novembro de 1955 a 31 de janeiro de 1956.
Entre 23 de agosto de 1956 e 16 de julho de 1958 comandou a 1ª Região Militar, no Rio de Janeiro.
Também prestou assessoria militar à Delegação Permanente do Brasil junto à Organização das Nações Unidas, de julho de 1956 a março de 1959. Foi promovido a general de exército em julho de 1958.
Comandou o III Exército, de 23 de agosto a 23 de novembro de 1958.
A 17 de Maio de 1958 foi feito Grande-Oficial da Ordem Militar de Avis e a 25 de Março de 1968 foi elevado a Grã-Cruz da mesma Ordem de Portugal.
Em seguida, foi Chefe do Estado-Maior do Exército, de 28 de novembro de 1958 a 14 de abril de 1961.
Nomeado Ministro do Superior Tribunal Militar, exerceu esse cargo entre 20 de junho de 1961 a 2 de janeiro de 1967.
Ao deixar o STM por ter atingido o limite de idade para o cargo, Brayner impetrou mandado de segurança contra o decreto do dia 3 de janeiro de 1967, assinado pelo presidente da República, Humberto Castello Branco, que o reformara no posto de general de exército, quando deveria ascender ao posto de marechal. A ação teve êxito e Brayner recebeu a promoção, contada a partir do decreto de reforma.
Escreveu os seguintes livros:
- A verdade sobre a FEB, memórias de um chefe de estado-maior na campanha da Itália (1943-1945). Civilização Brasileira, 1968.
- Luzes sobre memórias. Civilização Brasileira, 1973.
- Recordando os Bravos. Civilização Brasileira, 1977.

Faleceu no Rio de Janeiro no dia 3 de fevereiro de 1983.